# Gayana
Gayana es una revista científica que publica principalmente trabajos relacionados con las áreas de la investigación zoológica y oceanológica. Esta revista corresponde a la fusión de dos antiguas revistas publicadas por la Universidad de Concepción, las revistas Gayana Oceanología y Gayana Zoología. Debido a esto, la numeración de Gayana comienza con el volumen 63, número 1. 
Gayana es publicada por la Universidad de Concepción, Concepción, Chile. Su publicación es periódica, con un volumen anual, publicando dos números en cada volumen, uno en junio y otro en diciembre. 

## Contenido
Los principales ámbitos de la revista consisten de investigaciones zoológicas de sistemática, fisiología, ecología, evolución, paleontología y biogeografía; así como temas relacionados con la oceanografía física, química y biológica; sin excluir otros temas de interés relacionados con la zoología, como aspectos de biología marina y limnología.
GAYANA publica artículos originales, revisiones, editoriales, comentarios de libro, y obituarios. Aceptando tanto trabajos escritos en inglés como en español.